# 韓國童軍總會
韓國童軍總會（韓語：한국스카우트연맹），為韓國的國家童軍組織。
韓國童軍運動是在1922年10月於日本統治下開始發展，並於1924年派代表，參加在北京舉辦的第1次遠東童軍競賽。然而，從1937年到1945年8月15日，日本當局下令禁止童軍運動。1950年韓戰爆發前，朝鮮半島各地皆存在著童軍組織。1953年，世界童軍運動組織承認韓國童軍總會。截至2011年，共有201,455位童軍成員。

## 制度和象徵

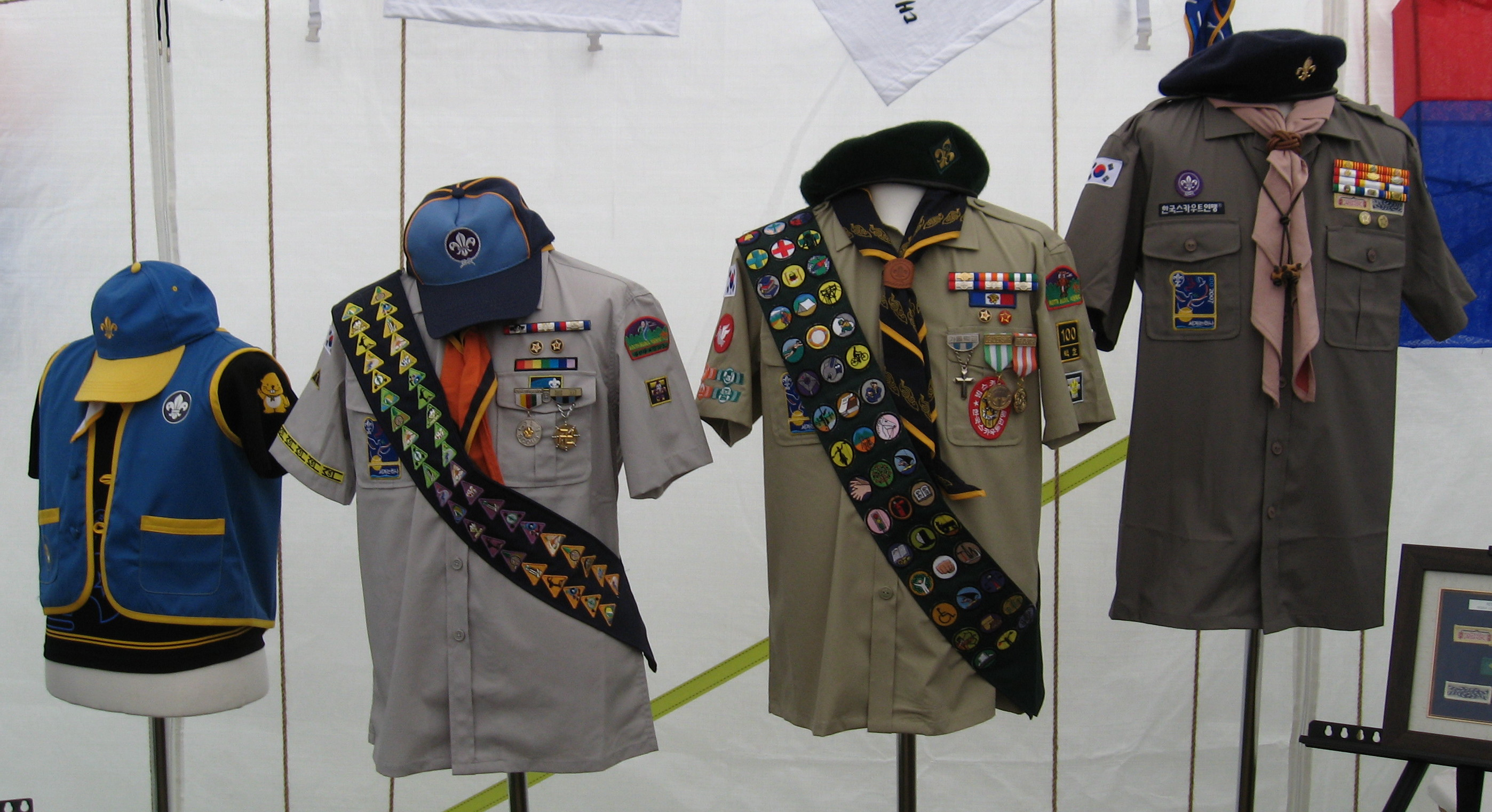
韓國童軍制服，從左邊起為：稚齡童軍、幼童軍、童軍和冒險童軍、羅浮童軍

老虎童軍為童軍和冒險童軍的最高等級並頒給通過此等級考驗的童軍。
韓國童軍的銘言為준비，韓文中的準備。

## 北朝鮮的童軍活動
朝鮮民主主义人民共和国在1950年以前曾派有少量代表與韓國童軍總會一起活動，但1953年朝鲜战争停战后，北朝鲜境内的所有童军组织均被废止，强制并入朝鲜少年团。現今北朝鮮為无童軍组织的6個獨立國家之一。

## 外部連結
- 韓國童軍總會 （页面存档备份，存于）